# Val d'Oronaye
Ne doit pas être confondu avec Vallon de l'Orrenaye.
Val d'Oronaye [val dɔʁɔnaj] est une commune nouvelle française frontalière de l'Italie, située dans le département des Alpes-de-Haute-Provence en région Provence-Alpes-Côte d'Azur, créée le 1er janvier 2016,par la fusion des anciennes  communes de Larche et Meyronnes, qui sont devenues ses communes déléguées.
L'ancienne commune de Larche adhère à la charte du parc national du Mercantour modifiée en 2013, contrairement à Meyronnes.

## Géographie

### Localisation
La commune de Val d'Oronaye est située au nord-est du département des Alpes-de-Haute-Provence.

### Communes limitrophes
Ses communes limitrophes sont Jausiers, La Condamine-Châtelard, Saint-Paul-sur-Ubaye et Saint-Étienne-de-Tinée, cette dernière étant située dans le département des Alpes-Maritimes, et Acceglio et Argentera du côté italien.

### Hydrographie
La commune est arrosée par l'Ubayette, affluent de rive gauche de l'Ubaye. Ce torrent, long de 20 km, prend sa source en amont du lac du Lauzanier et se jette dans l'Ubaye à Saint-Paul-sur-Ubaye. L'Orrenaye est l'un de ses affluents.

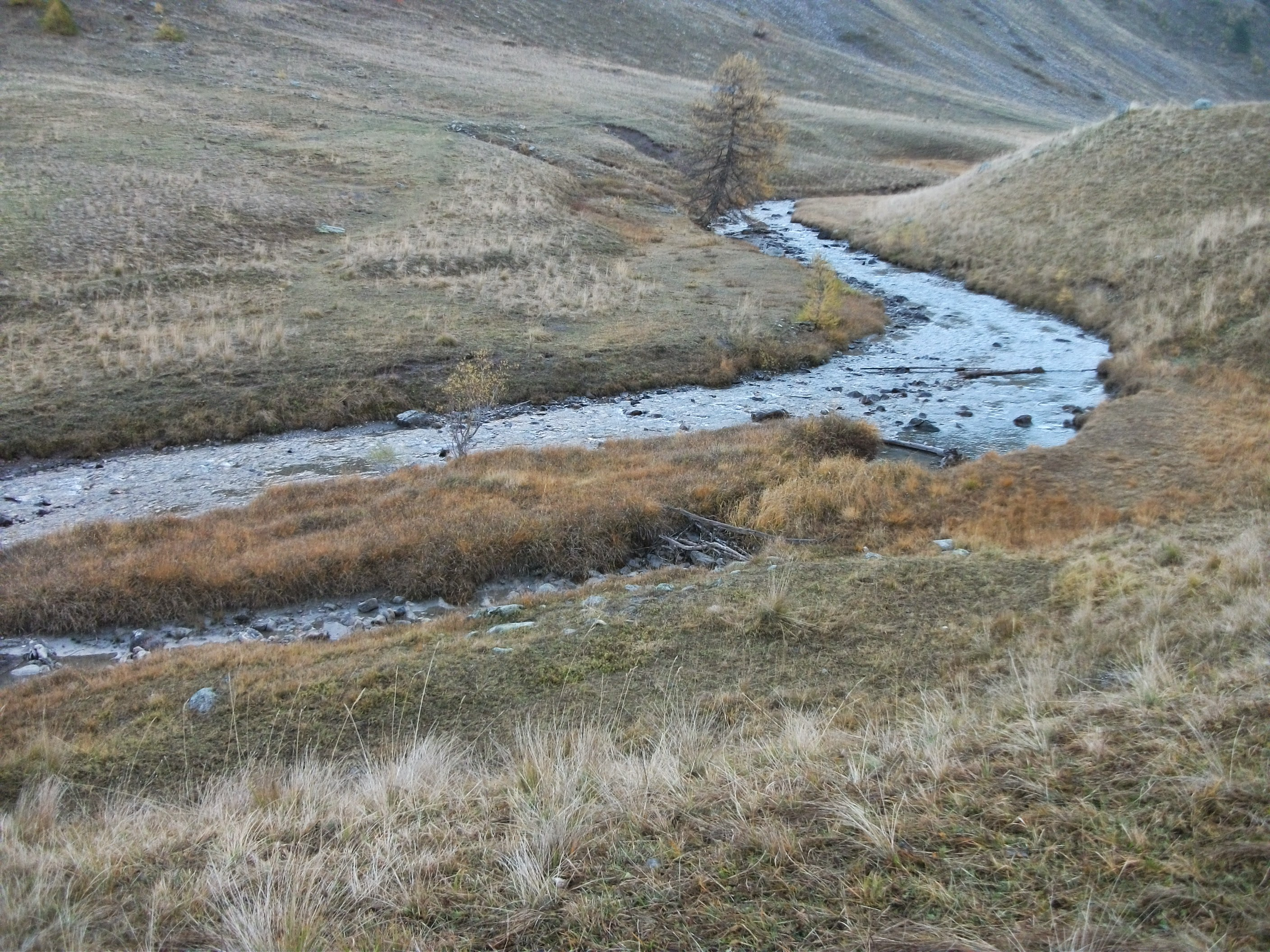
L'Ubayette près du Pont Rouge à l'entrée du parc national du Mercantour.
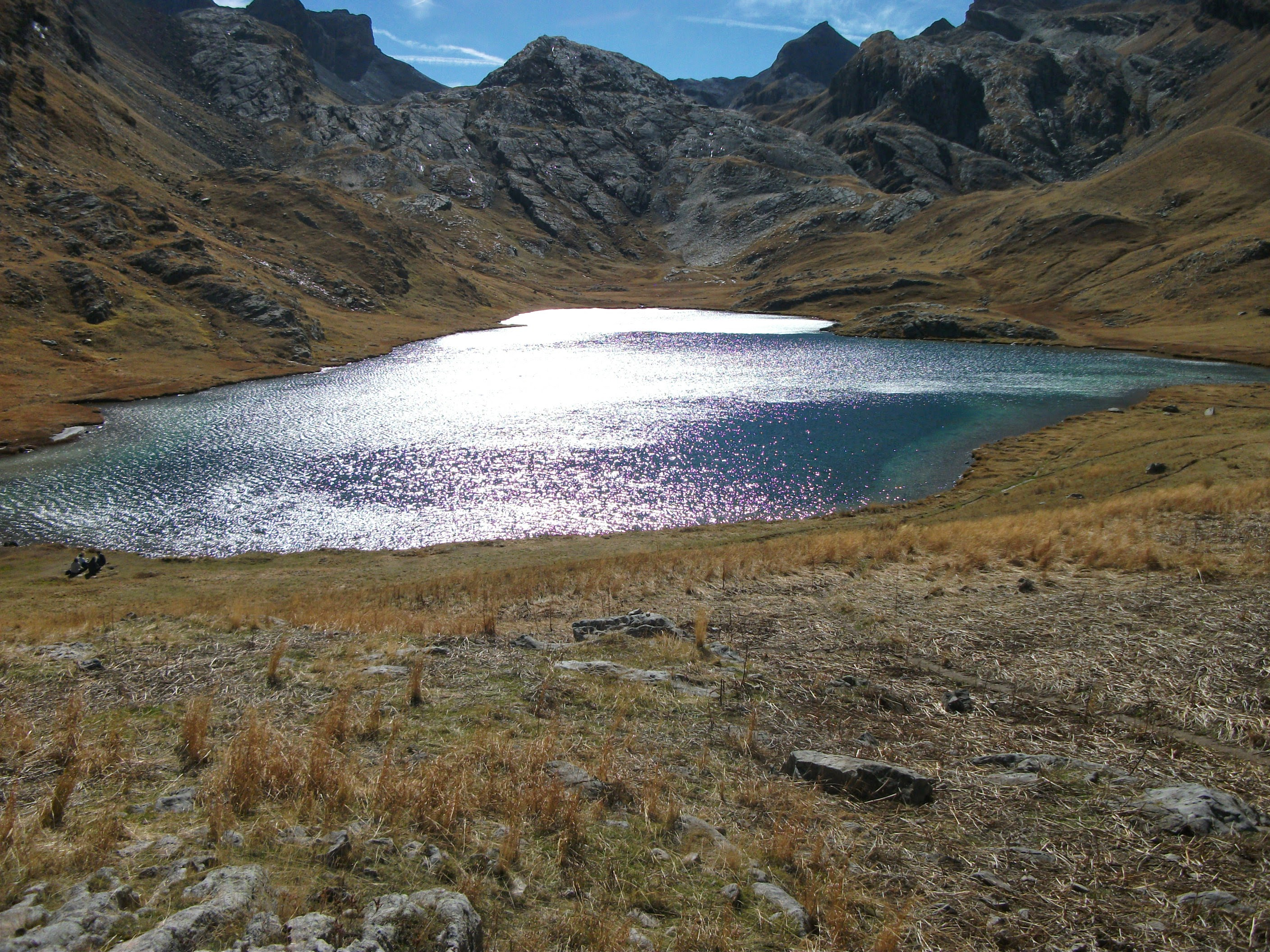
Lac du Lauzanier.

### Climat
Pour des articles plus généraux, voir Climat de Provence-Alpes-Côte d'Azur et Climat des Alpes-de-Haute-Provence.
En 2010, le climat de la commune est de type climat de montagne, selon une étude du Centre national de la recherche scientifique s'appuyant sur une série de données couvrant la période 1971-2000. En 2020, Météo-France publie une typologie des climats de la France métropolitaine dans laquelle la commune est exposée à un climat de montagne ou de marges de montagne et est dans la région climatique Alpes du sud, caractérisée par une pluviométrie annuelle de 850 à 1 000 mm, minimale en été.
Pour la période 1971-2000, la température annuelle moyenne est de 6,7 °C, avec une amplitude thermique annuelle de 15,9 °C. Le cumul annuel moyen de précipitations est de 867 mm, avec 6,4 jours de précipitations en janvier et 7,1 jours en juillet. Pour la période 1991-2020, la température moyenne annuelle observée sur la station météorologique de Météo-France la plus proche, « Jausiers-Saint-Anne », sur la commune de Jausiers à 8 km à vol d'oiseau, est de 8,2 °C et le cumul annuel moyen de précipitations est de 676,5 mm. 
La température maximale relevée sur cette station est de 37,6 °C, atteinte le 23 août 2023 ; la température minimale est de −24 °C, atteinte le 12 février 1999,,.
Les paramètres climatiques de la commune ont été estimés pour le milieu du siècle (2041-2070) selon différents scénarios d'émission de gaz à effet de serre à partir des nouvelles projections climatiques de référence DRIAS-2020. Ils sont consultables sur un site dédié publié par Météo-France en novembre 2022.

## Urbanisme

### Typologie
Au 1er janvier 2024, Val d'Oronaye est catégorisée commune rurale à habitat très dispersé, selon la nouvelle grille communale de densité à 7 niveaux définie par l'Insee en 2022.
Elle est située hors unité urbaine. Par ailleurs la commune fait partie de l'aire d'attraction de Barcelonnette, dont elle est une commune de la couronne,. Cette aire, qui regroupe 11 communes, est catégorisée dans les aires de moins de 50 000 habitants,.

### Voies de communication et transports

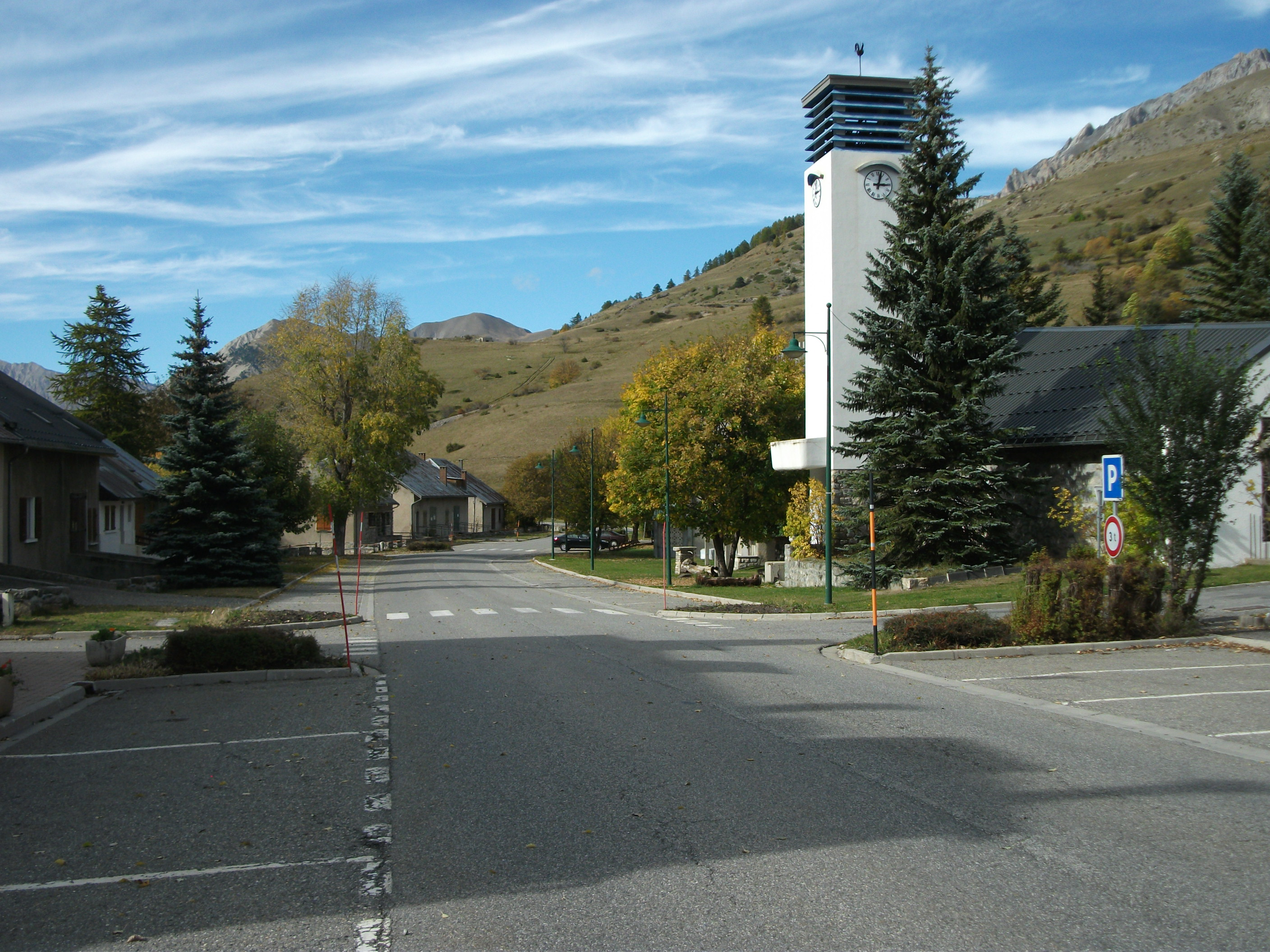
La route départementale 900 en direction de Barcelonnette, à Larche.

La commune est traversée par la route départementale 900, ancienne route nationale 100 reliant Digne-les-Bains et Barcelonnette à Coni, en Italie. Le col de Larche marque la frontière entre la France et l'Italie.

## Toponymie
La commune nouvelle tient son nom du vallon de l'Orrenaye situé à la frontière entre la France et l'Italie.

## Histoire
Après un avis favorable des conseils municipaux de Larche et de Meyronnes, communes qui comptent chacune une soixantaine d'habitants, la création de la commune nouvelle impulsée par les deux maires a été décidée par l'arrêté préfectoral no 2015-348-029 du 14 décembre 2015,.

## Politique et administration

### Rattachements administratifs et électoraux
Val d'Oronaye se trouve dans l'arrondissement de Barcelonnette du département des Alpes-de-Haute-Provence.
Pour les élections départementales, la commune fait partie depuis 2014 du canton de Barcelonnette
Pour l'élection des députés, elle fait partie de la deuxième circonscription des Alpes-Maritimes.

### Intercommunalité
Val d'Oronaye fait partie à sa création — Tout comme les deux anciennes communes de Larche et Meyronnes — de la communauté de communes Vallée de l'Ubaye, , un établissement public de coopération intercommunale (EPCI) à fiscalité propre créé fin 1992 et auquel la commune a transféré un certain nombre de ses compétences, dans les conditions déterminées par le code général des collectivités territoriales.
Dans le cadre des dispositions de la loi portant nouvelle organisation territoriale de la République du 7 août 2015, qui prévoit que les établissements publics de coopération intercommunale (EPCI) à fiscalité propre doivent avoir normalement un minimum de 15 000 habitants, cette intercommunalité a fusionné avec sa voisine pour former, le 1er janvier 2017, la communauté de communes Vallée de l'Ubaye Serre-Ponçon dont est désormais membre la commune

### Administration municipale
D'ici les prochaines élections municipales, qui se dérouleront en 2020, les conseils municipaux, qui font leur première réunion de conseil municipal de Val d'Oronaye la seconde semaine de janvier 2016, ont décidé que le poste de maire de la nouvelle commune sera alternativement tenu par les anciens maires des communes fusionnées, à raison de deux ans chacun.

### Liste des maires
| Période       | Période                        | Identité         | Étiquette | Qualité                          |
| ------------- | ------------------------------ | ---------------- | --------- | -------------------------------- |
| janvier 2016  | novembre 2022                  | Jean Ferron      | DVD       | Maire de Meyronnes (2014 → 2015) |
| novembre 2022 | En cours (au 16 décembre 2022) | Chantal Donneaud |           | Profession libérale              |

### Communes déléguées
| Nom               | Code Insee | Intercommunalité     | Superficie (km2) | Population (dernière pop. légale) | Densité (hab./km2) |
| ----------------- | ---------- | -------------------- | ---------------- | --------------------------------- | ------------------ |
| Meyronnes (siège) | 04120      | CC Vallée de l'Ubaye | 40,59            | 56 (2014)                         | 1,4                |
| Larche            | 04100      | CC Vallée de l'Ubaye | 68,86            | 57 (2014)                         | 0,83               |

## Population et société

### Démographie
La population des anciennes communes puis de la commune nouvelle est connue par les recensements menés régulièrement par l'Insee. Ces chiffres concernent le territoire de l'actuelle commune nouvelle.
En 2025, la commune nouvelle comptait 98 habitants.
| 1968 | 1975 | 1982 | 1990 | 1999 | 2008 | 2013 | 2019 |
| ---- | ---- | ---- | ---- | ---- | ---- | ---- | ---- |
| 159  | 146  | 122  | 119  | 127  | 149  | 114  | 118  |

## Culture locale et patrimoine

### Lieux et monuments
- Chapelle Notre-Dame-des-Lumières du Lauzanier.
- Chapelle Sainte-Madeleine du col de Larche.
- Chapelle Sainte-Marie-Madeleine de Maison-Méane.
- Chapelle Saint-Jean-Baptiste de Certamussat.
- Chapelle Saint-Ours du Vieux-Saint-Ours.
- Église Notre-Dame-du-Mont-Carmel de Larche.
- Église Saint-Donat de Meyronnes.
- Chapelle Saint-Roch de Meyronnes.
- Église Saint-Ours de Saint-Ours.